# Rafael Correa
Rafael Correa, född 6 april 1963 i Guayaquil, är en ecuatoriansk politiker och före detta Ecuadors president (2007-2017), partiledare för regeringspartiet Alianza PAIS och ordförande för Sydamerikanska nationernas union. Han har en doktorsexamen i ekonomi från University of Illinois at Urbana-Champaign och har även studerat i Ecuador och Belgien. Correa beskriver sig själv som kristen socialist. Correa var ekonomi- och finansminister 2005 under den dåvarande presidenten Alfredo Palacio. Under sina fyra månader som minister föreslog han bland annat aktioner för att minska fattigdom och ekonomisk enfald. I den andra valomgången i presidentvalet 2006 vann han med över 50% av rösterna. I december 2008 förklarade han Ecuadors statsskuld ogiltig, med hänvisning till att pengarna lånades under korrupta militärregimer. I presidentvalet 2009 vann han en stor seger i den första valomgången, och blev därmed den första presidenten att väljas om i Ecuador sedan 1979.

## Politik
Correa, som är akademiskt skolad ekonom, beskriver sina fem reformområden som: konstitutionell revolution, etisk revolution, ekonomi- och produktivitetsrevolution, utbildning och hälsorevolution och värdighet, självstyre och Latinamerikansk integrationsrevolution.
Correa har lovat reformer till oljeindustrin, där en ökning av procenten oljeintäkter för Ecuador ska genomföras, som ett följe till de reformer genomförda av tidigare ekonomi- och finansminister Diego Borja. Han har anklagat utländska oljebolag i Ecuador för att misslyckas med att hålla regulationer angående miljö och investeringar.
Finanssajten MarketWatch citerade Correa med orden: "Många av oljekontrakten är riktiga fällor för landet. Av fem tunnor olja som de multinationella producerar, lämnar de bara en till staten och tar fyra... Det är helt oacceptabelt. Vi kommer revidera och omförhandla kontrakten." Han vill även reformera den finansiella sektorn, genom att bland annat begränsa utländska insättningar från lokala banker till inte mer än 10 % av deras totala behållning.
Den 10 maj 2007, åtalade Correa den Quitobaserade tidningen La Hora för förtal och förolämpning, för att tidningen skrivit att Correa skulle komma att styra Ecuador med "tumult, sten och träpinnar". Tidningen svarade att "ledaren (i tidningen) återger våra tankar och vi kommer att försvara inte bara vår rätt att manifestera våra åsikter utan också alla medborgares åsikter, såsom vi gjort under tidningens 25-åriga existens". Den ecuadorianska pressens gemensamma organ AEDEP, uttalade att "ingen modern ecuadoriansk politiker har någonsin försökt använda lagen på detta sätt för att tysta pressen."The Committee to Protect Journalists protesterade också mot Correas beteende “Rädsla för rättsligt efterspel kommer att hindra den ecuadorianska pressen från att rapportera och kommentera händelser av allmänt intresse. Vi kräver att President Correa backar från sitt åtal och upphäver de lagar som stävjer internationell standard vad avser yttrandefriheten.” The World Press Freedom Committee uttalade att "det är tydligt att detta försök att tysta den ecuadorianska pressen går rakt emot vad den grundläggande yttrandefriheten kräver, såsom den är avfattad i åtminstone två av statuterna i FN:s deklaration om de mänskliga rättigheterna."

### Konflikt med Colombia

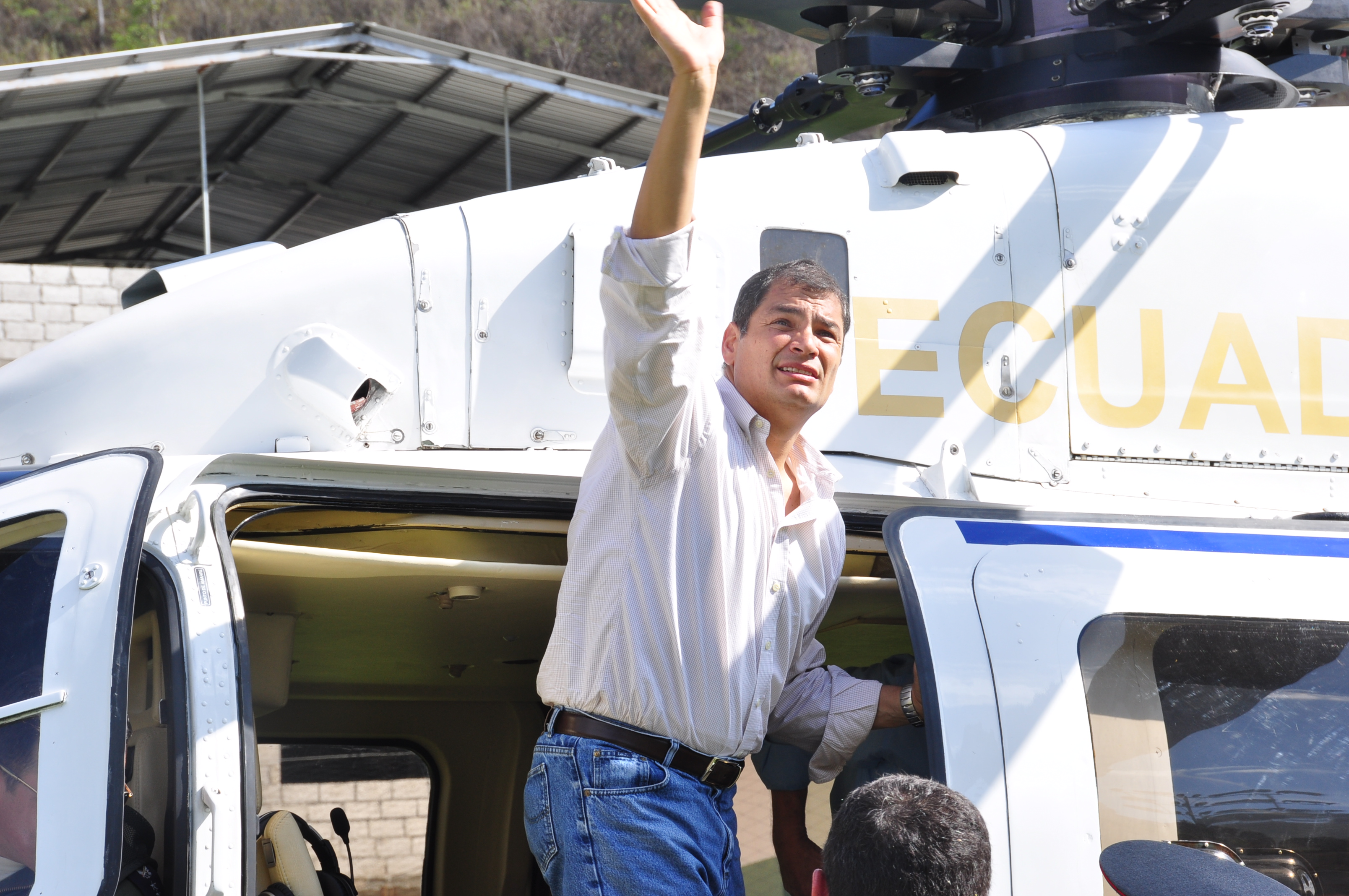
Correa kliver in i helikopter

I mars 2008 beordrade Colombias försvarsminister Juan Manuel Santos en attack mot ett av Farc-gerillans läger på ecuadorianskt territorium. I attacken dödades Farc-gerillans andraman Raul Reyes, sexton gerillamedlemmar och två mexikanska journalister. Attacken ledde omedelbart till en diplomatisk kris mellan Ecuador och Colombia. Ecuador bröt omedelbart alla diplomatiska förbindelser med Colombia, och Rafael Correa skickade trupper till gränsområdet mellan de båda länderna. Santos och Álvaro Uribe försvarar attacken och menar att det inte borde tolkas som en attack mot Ecuador. Rafael Correa, å andra sidan, anser att attacken bör ses som ett medvetet angrepp mot landet. Ecuadors högsta domstol har utfärdat en häktningsorder mot Santos, vilket betyder att Santos inte kan besöka Ecuador utan att bli arresterad. Santos har sagt att Colombia kan tänka sig att upprepa en liknande attack vid behov. President Correa har svarat med att varna Santos för att Ecuador nu är redo för ett angrepp: "om Colombia gör om detta, så kommer vi att svara militärt". Santos säger sig ha beslagtagit dokument från Reyes dator som visar på att Farc finansierade Correas presidentvalskampanj 2006. Colombia har lämnat den till Interpol, som säger att innehållet är autentiskt. Interpol säger också att datorns innehåll inte förändrats under sin handläggning av de colombianska myndigheterna. Ecuador har bett om att få undersöka datorn, men Colombia har hittills vägrat att lämna över den.

### Efter presidentskap sedan 2017
I april 2020  dömdes Ecuadors förre president Rafael Correa  i sin frånvaro till åtta års fängelse för korruption under de tio år som han satt vid makten 2007–2017. Rafael Correa  lever i exil i Belgien med sin familj.